# E allora...Concerto
E allora...concerto è il tredicesimo album di Enzo Jannacci.

## Tracce
Lato A
1. E allora...concerto (testo: Enzo Jannacci – musica: Enzo Jannacci)
2. Allora andiamo (testo: Beppe Viola – musica: Enzo Jannacci)
3. Bandiera fiorentina (testo: Enzo Jannacci, Beppe Viola – musica: Enzo Jannacci)
4. Genova per noi (testo: Paolo Conte – musica: Paolo Conte)

Lato B
1. Pesciolin (testo: Gigi Concato – musica: Gigi Concato)
2. Cosa importa (testo: Enzo Jannacci, Beppe Viola – musica: Enzo Jannacci)
3. Brutta gente (testo: Enzo Jannacci – musica: Enzo Jannacci)
4. Prete Liprando (testo: Dario Fo – musica: Enzo Jannacci)

## Formazione
- Enzo Jannacci – voce, tastierA, pianoforte
- Gianni Zilioli – tastierA, fisarmonica, organo Hammond
- Dino D'Autorio – basso
- Flaviano Cuffari – batteria
- Sergio Farina – chitarra, tromba
- Mino Fabiano – basso (tracce 1, 3)
- Alfredo Golino – batteria (tracce 1, 3)
- Bruno De Filippi – chitarra, mandolino (traccia 2)
- Alberto Mompellio – tastiera, sintetizzatore (traccia 8)
- Paolo Tomelleri – clarino
- Pino Sacchetti – sassofono tenore
- George Aghedo – congas
- Nando de Luca - arrangiamenti

## Curiosità
- Anche se non riportato nei crediti dell’album, i testi di Allora andiamo e di Cosa importa sono stati scritti in coppia con Beppe Viola. Caso contrario invece per Brutta gente che è del solo Jannacci, mentre nel disco è accreditata a Jannacci-Viola.
- La versione di Genova per noi è una cover della canzone originale di Paolo Conte.
- La canzone Pesciolin è scritta da Gigi Concato, il padre del noto cantante Fabio Concato.